# 尼古拉·耶尔坎
尼古拉·耶尔坎（1964年12月8日—），克罗地亚男子足球运动员，场上位置是后卫。他曾代表克罗地亚参加1996年欧洲足球锦标赛，结果队伍止步八强。